# Філіпп Клеман
Філіпп Клеман (фр. Philippe Clement, нар. 22 березня 1974, Антверпен, Бельгія) — бельгійський футболіст, що грав на позиції захисника. По завершенні ігрової кар'єри — тренер. З жовтня 2023 року очолює тренерський штаб клубу «Рейнджерс».
Виступав за національну збірну Бельгії.
Чотириразовий володар кубка Бельгії. Дворазовий чемпіон Бельгії. Чотириразовий володар Суперкубка Бельгії.

## Клубна кар'єра
У дорослому футболі дебютував 1992 року виступами за команду клубу «Беєрсхот», в якій провів три сезони, взявши участь у 48 матчах чемпіонату.
Згодом з 1995 по 1999 рік грав у складі команд клубів «Генк» та «Ковентрі Сіті».
Своєю грою за останню команду привернув увагу представників тренерського штабу клубу «Брюгге», до складу якого приєднався 1999 року. Відіграв за команду з Брюгге наступні десять сезонів своєї ігрової кар'єри. Більшість часу, проведеного у складі «Брюгге», був основним гравцем захисту команди.
Завершив професійну ігрову кар'єру у клубі «Жерміналь-Беєрсхот», за команду якого виступав протягом 2009—2011 років.

## Виступи за збірну
1998 року дебютував в офіційних матчах у складі національної збірної Бельгії. Протягом кар'єри у національній команді, яка тривала 10 років, провів у формі головної команди країни 38 матчів, забивши один гол.
У складі збірної був учасником чемпіонату світу 1998 року у Франції, чемпіонату Європи 2000 року в Бельгії та Нідерландах.

## Кар'єра тренера
Розпочав тренерську кар'єру відразу ж по завершенні кар'єри гравця, 2011 року, увійшовши до тренерського штабу клубу «Брюгге», де пропрацював до 2017 року. При цьому двічі, в 2011 та 2012 роках протягом деякого часу виконував обов'язки очільника тренерського штабу цієї команди.
Протягом тренерської кар'єри також очолював команду клубу «Васланд-Беверен».
2017 року очолив тренерський штаб «Генка», а за два роки повернувся до «Брюгге», в якому отримав позицію повноцінного головного тренера.
На початку 2022 року Філіпп Клеман очолив «Монако».

## Досягнення
Гравець
- Володар кубка Бельгії (4):

«Генк»: 1997-98
«Брюгге»: 2001-02, 2003-04, 2006-07
- Чемпіон Бельгії (2):

«Брюгге»: 2002-03, 2004-05
- Володар Суперкубка Бельгії (4):

«Брюгге»: 2002, 2003, 2004, 2005
Тренер
- Чемпіон Бельгії (3):

«Генк»: 2018-19
«Брюгге : 2019-20, 2020-21
- Володар Суперкубка Бельгії (1):

«Брюгге»: 2021
- Володар Кубка шотландської ліги (1):

«Рейнджерс»: 2023-24